# Jornéias
As jornéias consistiam em um item não propriamente de armadura, mas que compunha o conjunto; eram peças longas de tecido, semelhantes à sobrecota, porém diferentes desta por serem completamente abertas nas laterais, o que as tornava parecidas com certas roupas de alguns homens religiosos.
Era comum que na superfície das jorneias fossem, assim como ocorria com as sobre-cotas e lauréis, pintados ou bordados os brasões de seu usuário; embora não fossem de uso geral, atingiram aparentemente algum nível de requinte na confecção, posto que são relatadas jorneias de material variado, desde tecido humilde até outras de seda, veludo, e detalhes em ouro.

## Referência
- COIMBRA, Álvaro da Veiga, Noções de Numismática. SP. Secção Gráfica da Faculdade de Filosofia, Ciências e Letras da Universidade de São Paulo, 1965.